# Дресвянка (Чушевицкий сельсовет)
Дресвянка — деревня в Верховажском районе Вологодской области.
Входит в состав Чушевицкого сельского поселения, с точки зрения административно-территориального деления — в Чушевицкий сельсовет.
Расстояние по автодороге до районного центра Верховажья — 54,3 км, до центра муниципального образования Чушевиц — 10,5 км. Ближайшие населённые пункты — Кудрино, Новая Деревня, Мыс, Зуевские.
По переписи 2002 года население — 4 человека.